# Nina Rochelle
Nina Rochelle var en svensk musikgrupp från Stockholm, aktiva mellan åren 2002 och 2007. De släppte sin första skiva kallad Om Sverige vill ha det så den 15 oktober 2003. Bandet bestod av Martin Svensson, Johan Lundgren och Per Wasberg. 2005 släppte Nina Rochelle sitt andra album Mörkertal och den 26 april 2006 släpptes deras senaste album Måndagsfolket.
Markus Mustonen från Kent gästspelade på trummor på första albumet och live.
Bandets sista kända aktivitet, enligt den numera nerlagda officiella hemsidan, var en livespelning i Enköping den 17 november 2007.

## Bandmedlemmar
- Johan Lundgren - sång, gitarr (2003-2007)
- Per Wasberg - sång, bas (2003-2007)
- Martin Svensson - sång, gitarr  (2003-2007)
- Pontus Frisk - trummor (2005-2007)
- Fredrik Lundberg - keyboard, sång (2007)

## Diskografi

### Singlar
- Taxi 43       (2003-10-01)
- Happy (Jag hatar att det är så)    (2003-12-03)
- Stockholm kommer förstöra mig    (2004)
- Mörkertal      (2005-02)
- Rött ljus     (2005-05)
- Måndagsfolket (2006-03-22)

### Album
- Om Sverige vill ha det så        (2003-10-15)
- Mörkertal     (2005-02-23)
- Måndagsfolket (2006-05-22)